# François Clasquin
François Clasquin, né le 16 janvier 1849 à Nantes et mort le 19 octobre 1917 à Épinal, est un architecte français.  
Durant plus de trois décennies, de 1884 à sa mort en 1917, il est l'architecte départemental du département des Vosges. Il réalise aussi des bâtiments publics et privés remarquables dans le paysage vosgien comme le Château des Brasseurs à Xertigny, le marché couvert d’Épinal, le casino-théâtre de Contrexéville, la pharmacie Arfeuil de la Place des Vosges à Épinal, le château Lobstein à Ville-sur-Illon, la Caisse d'épargne de Mirecourt ou les  propriétés Antoine et Wolfelsperger à Épinal.

## Biographie

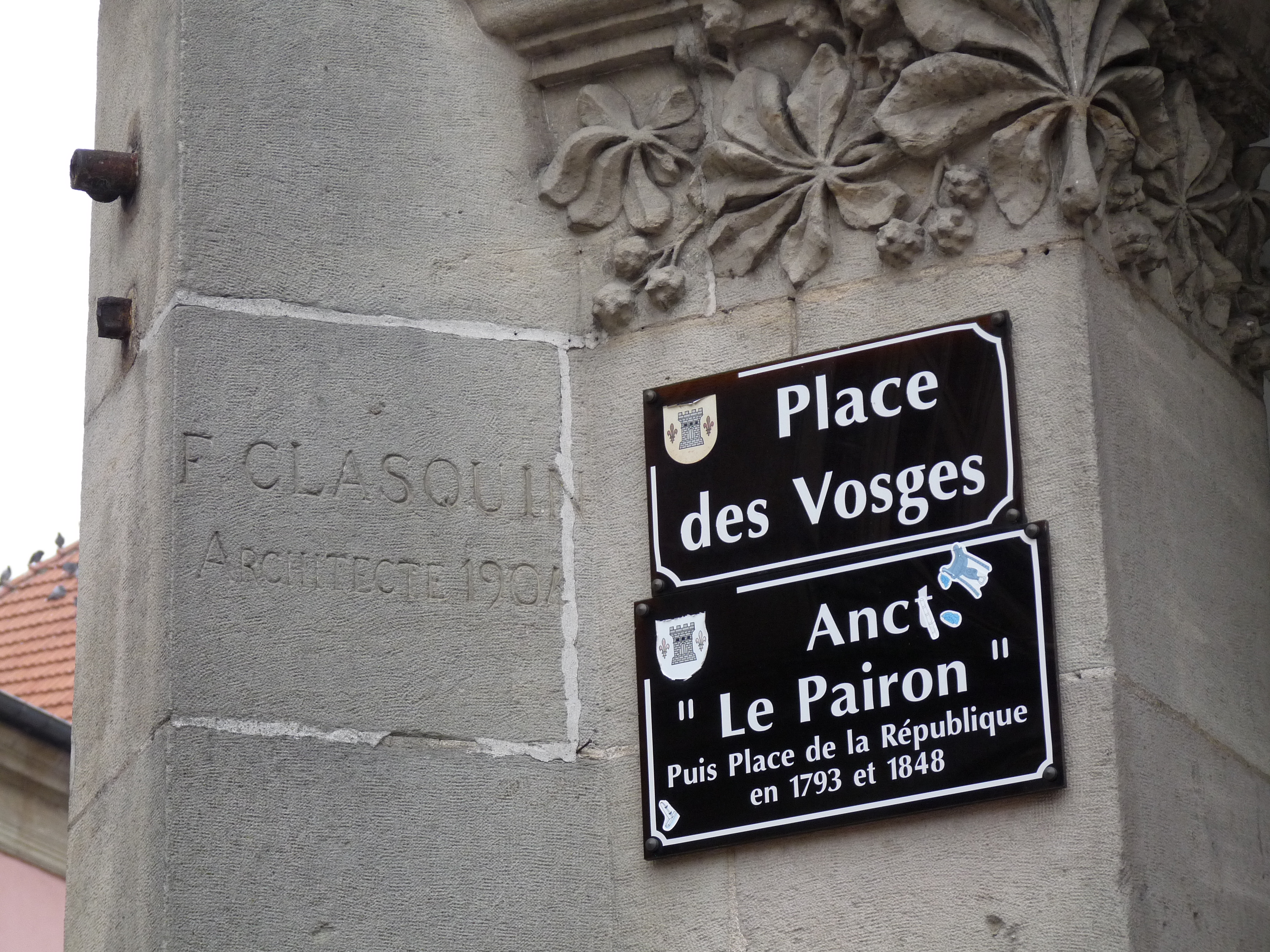
Signature de F. Clasquin sur le no 9 de la place des Vosges (1904).

François Eugène Marie Alfred Clasquin est le fils de Sébastien Eugène Clasquin (1817-1901), négociant, et de Barbe Marie Catherine Jacquot (1818-1884). Il a un frère, Eugène Marie (1849-1932), et une sœur, Marie Catherine Emma (1861-1929), plus jeunes que lui. Il effectue ses études au collège de Mirecourt.  
En 1870, il entre à l'école des Beaux-arts de Paris où il est l'élève de Charles Laisné. Admis en première classe en 1875, il obtient son diplôme le 12 mars 1879.   
Il est brièvement installé à Paris, rue Bréa dans le sixième arrondissement avant de s'établir définitivement à Épinal où son agence est située 3 rue Gilbert de 1885 à 1891 puis 11bis et enfin 13 rue du Quartier de 1886 à 1917. 
François Clasquin occupe successivement différentes fonctions publiques au cours de sa carrière. Il est notamment l'architecte en chef du département des Vosges dès son installation à Épinal en 1884 et jusqu'à sa mort en 1917. Il est aussi membre du conseil départemental des travaux publics de 1884 à 1905, architecte de la ville de Mirecourt de 1898 à 1917, inspecteur des monuments historiques pour le département des Vosges de 1902 à 1909, architecte ordinaire des monuments historiques des arrondissements de Remiremont et de Saint-Dié de 1906 à 1917 et architecte des bâtiments civils des Vosges de 1913 à 1917. 
Le Dictionnaire biographique des Vosges de Henri Jouve (1897) lui attribue également la fonction d'architecte des hospices et de commissaire du gouvernement pour Plombières. 
Il est par ailleurs membre du Conseil départemental d'hygiène et de salubrité publique des Vosges de 1898 à 1904 puis du Conseil d'hygiène départemental qui lui succède, de 1905 à 1911, ainsi que membre de la Commission sanitaire de l'arrondissement d’Épinal de 1904 à 1905. 
Ces multiples fonctions ne l'empêchent pas de conduire des chantiers privés, à Épinal et dans les Vosges. 

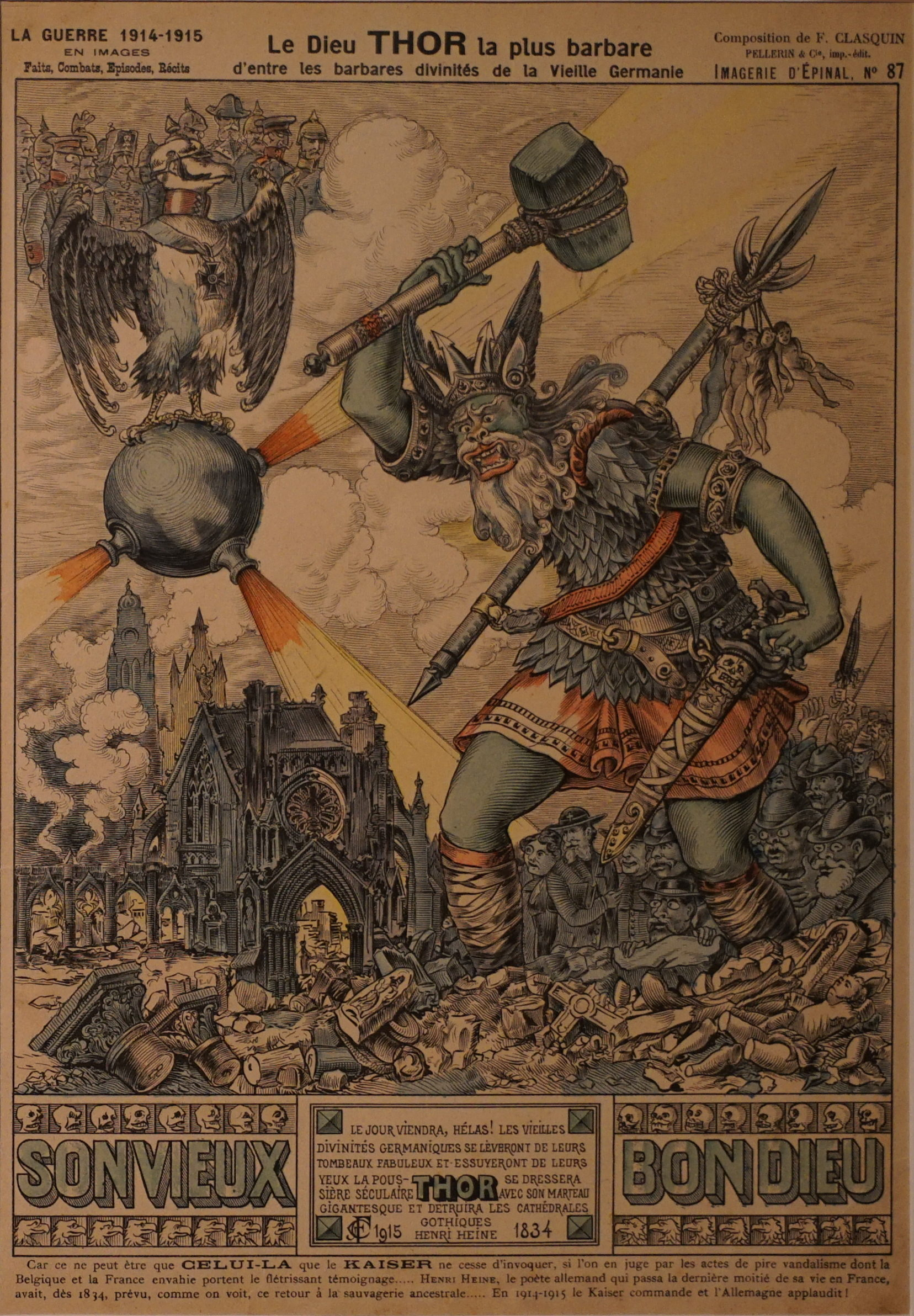
Image d'Epinal dessinée par François Clasquin.

Très actif dans les associations professionnelles, il est membre fondateur en 1888 puis président, en 1890-1891 puis en 1906, de la Société régionale des architectes de l'Est de la France (SRAEF). Il adhère aussi à l'Union syndicale des architectes et à la Société centrale des architectes. 
François Clasquin est d'autre part très investi dans la vie citoyenne de son département  — il est capitaine des sapeurs-pompiers puis commandant inspecteur des compagnies de sapeurs pompiers des Vosges,. — ainsi que dans la vie associative et culturelle. Il est membre de la Société d'émulation du département des Vosges, d'abord membre libre de 1890 à 1898 puis membre titulaire à partir de 1900. Il fait partie également de la commission de surveillance du Musée départemental à Épinal (de 1892 à 1917) et de celle de la Maison natale de Jeanne d'Arc à Domrémy (de 1902 à 1917).
François Clasquin possède quelque talent d'aquarelliste, de photographe et de musicien.

### Vie privée
François Clasquin se marie le 17 novembre 1887 à Étival-Clairefontaine (Vosges) avec Jeanne Marie Augustine Journet (1857-1924)[réf. nécessaire]. Ils ont une fille en 1861[réf. nécessaire].

## Réalisations

### à Épinal
- Marché couvert (1891-1892)[3].
- Collège de garçons, quai Jules-Ferry (1893)[3].
- Imagerie d’Épinal (1897)[3]. Inscrit MH (1986).
- Conciergerie du cimetière Saint-Michel (1902-1904)[3].
- Pharmacie Arfeuil, 9 place des Vosges (1904), de style Art nouveau[3],[6].  Inscrit MH (1926)[7]
- Magasin Vaxelaire et Tenette, rue Léopold-Bourg (1904)[3].
- Conseil général des Vosges, rue de la Préfecture (1905-1907)[3].
- Propriété Auguste Baudoin, rue de la Gare (aujourd'hui rue des États-Unis) (1906-1907)[3].
- Propriété Auguste Baudoin, rue Jean-Viriot (1906-1907)[3].
- Propriété Evrard, rue des Forts (1907)[3].
- Syndicat des entrepreneurs des Vosges (1907)[3].
- Propriété Louviaux, rue de Nancy (1908)[3].
- Propriété Peiffer, rue Léopold-Bourg (1909)[3].
- Propriété Antoine, rue de la Clé d'or (1911)[3].
- Propriété Wolfelsperger, 15 rue des Jardiniers (1914)[3], aujourd'hui siège de l'École supérieure d'art d'Épinal
- Immeuble Delille, 9 avenue Gambetta (1920)[8], de style Art nouveau.

Réalisations de François Clasquin à Épinal
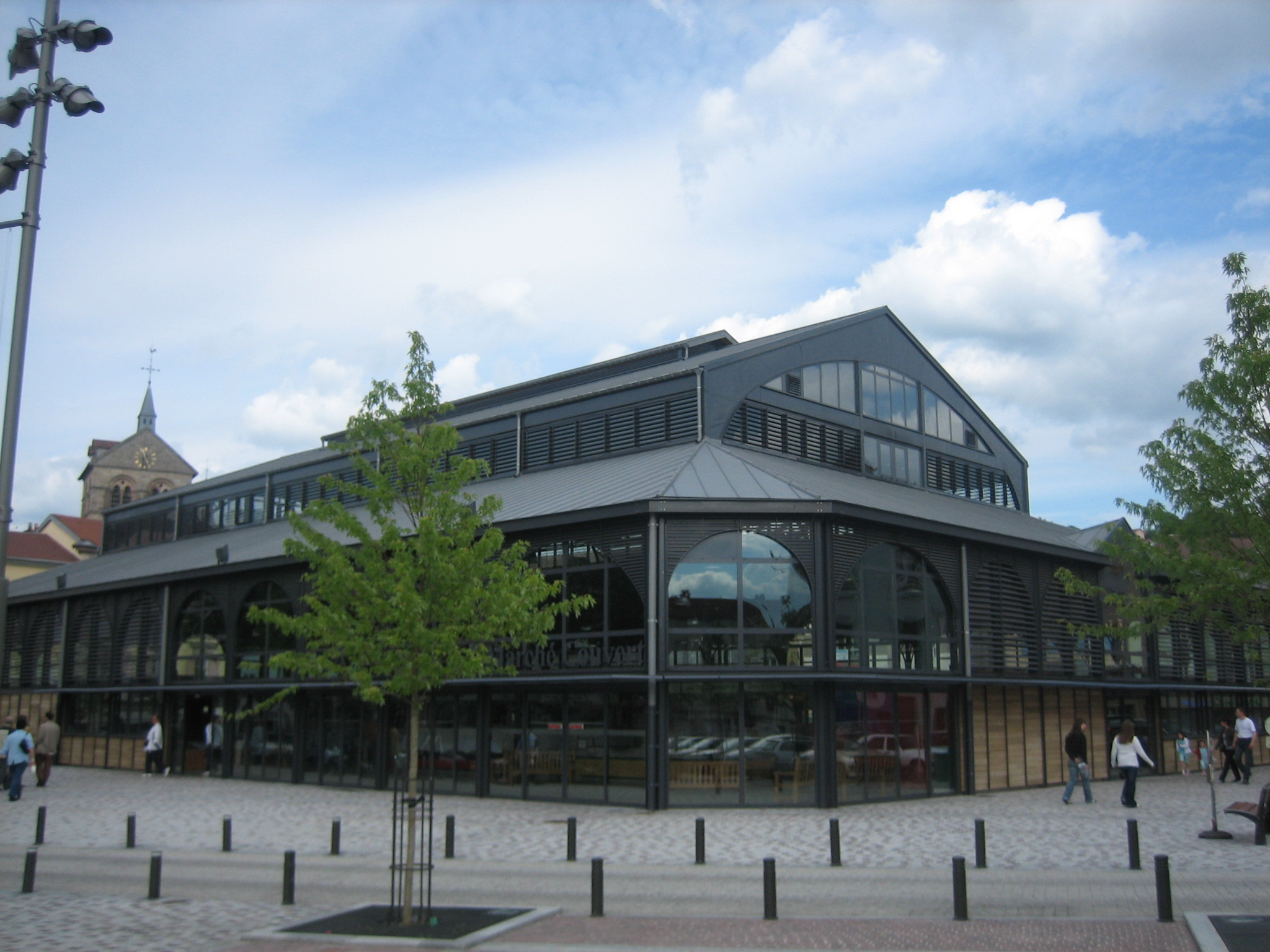
Marché couvert d’Épinal (1891-1892).
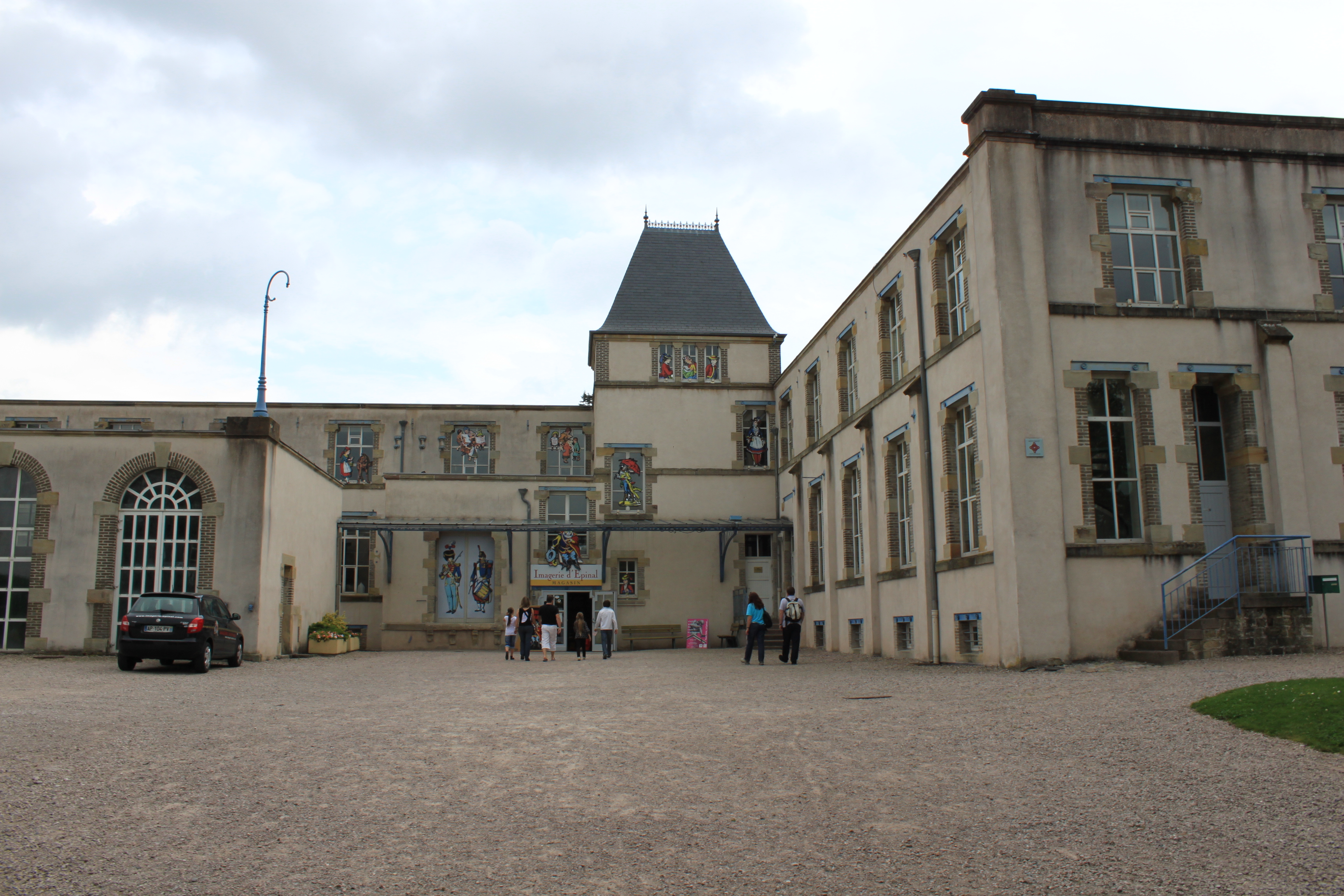
Imagerie d’Épinal (1897).
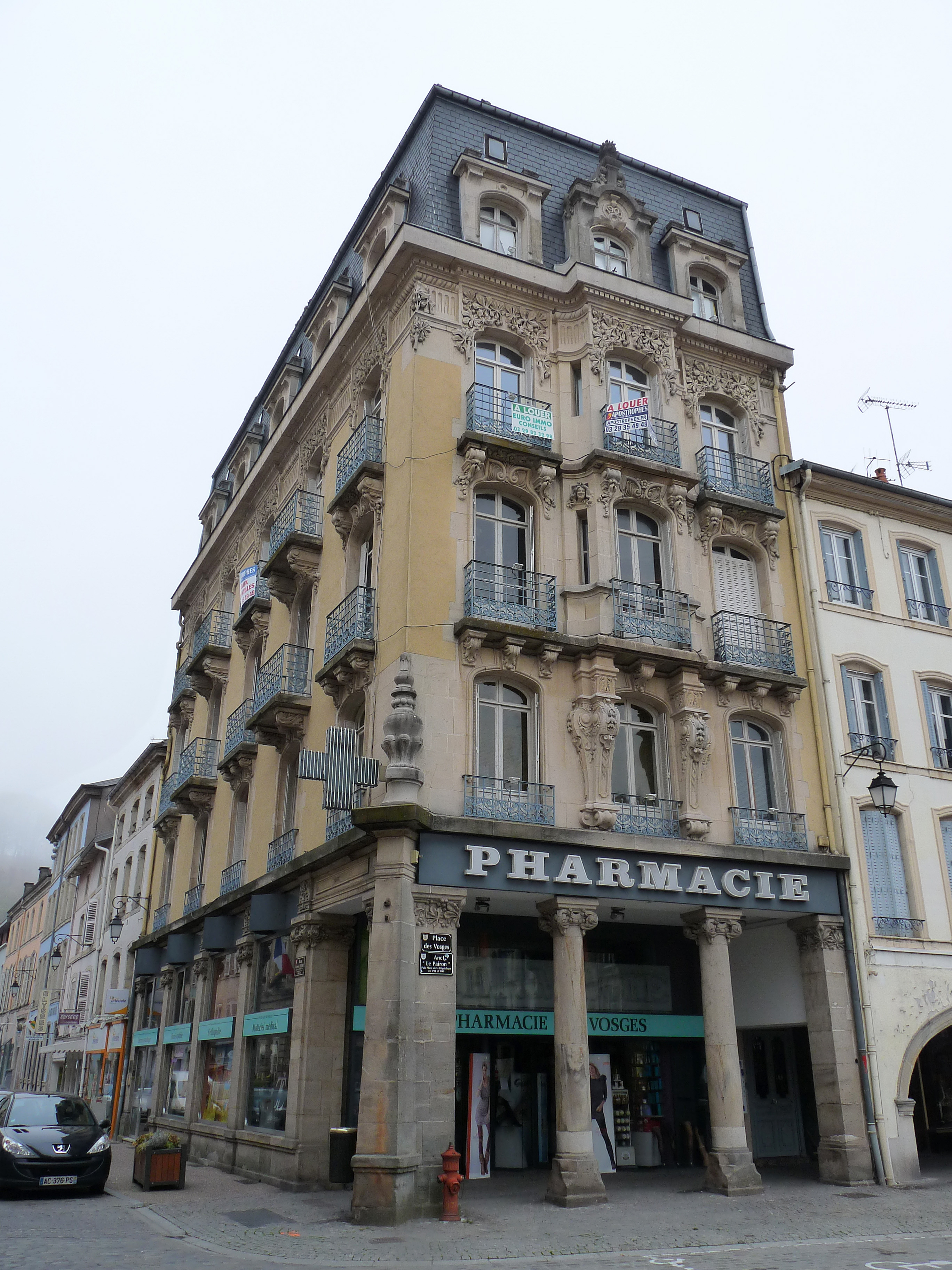
Pharmacie de la place des Vosges à Épinal (1904).
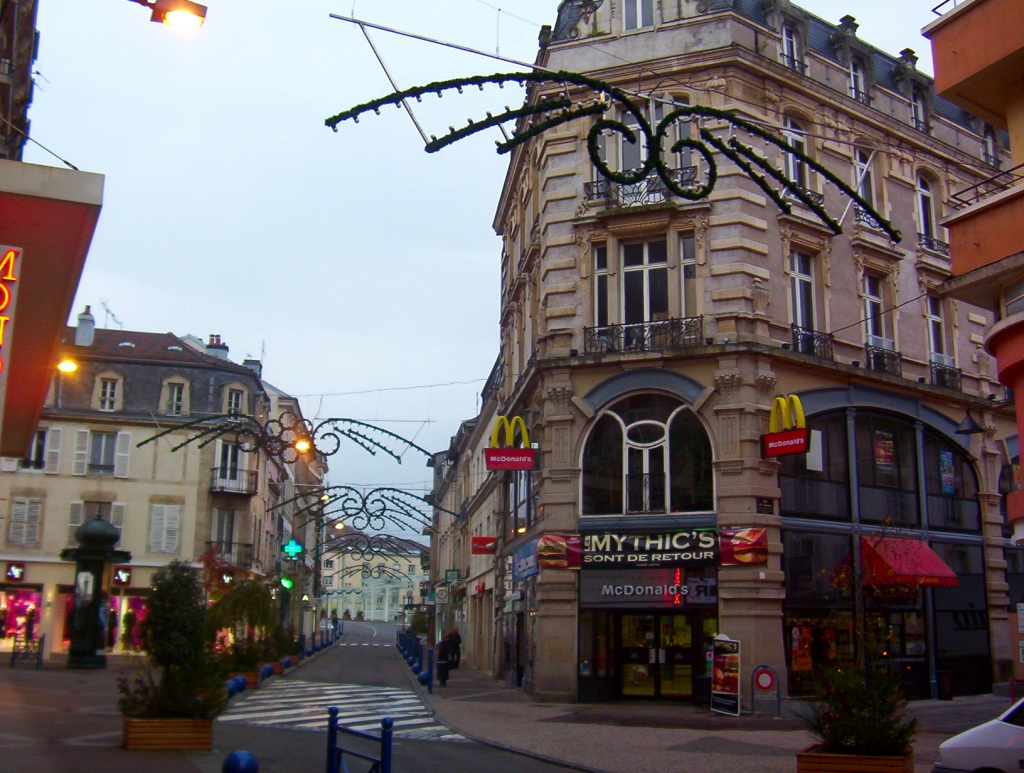
Ancien magasin Vaxelaire et Tenette (1904).

### Dans les Vosges
- Casino de Plombières-les-Bains (1878)[3],[9], actuellement espace Berlioz.
- Château des Brasseurs à Xertigny (1888-1890)[3].
- Chapelle anglicane de Contrexéville (1893)[3],[10].
- Casino de Contrexéville (1893-1894)[3],[11].
- Socle du monument à Nicolas-Joseph-Florent Gilbert de Fontenoy-le-Château (1898)[12],[13].
- Socle du monument à Jeanne d'Arc de Mirecourt[14] (1903).
- Château Lobstein à Ville-sur-Illon (1904)[3],[15].  Inscrit MH (1993)
- Collège de jeunes filles de Mirecourt (1905)[3], aujourd'hui partie du lycée Jean-Baptiste Vuillaume.
- Chapelle Saint-Vladimir et Sainte-Marie-Madeleine de Contrexéville (1909)[3].
- Hôtel de la Caisse d'épargne de Mirecourt (1912)[3].
- Hospice de Mirecourt[3].

Réalisations de François Clasquin dans les Vosges
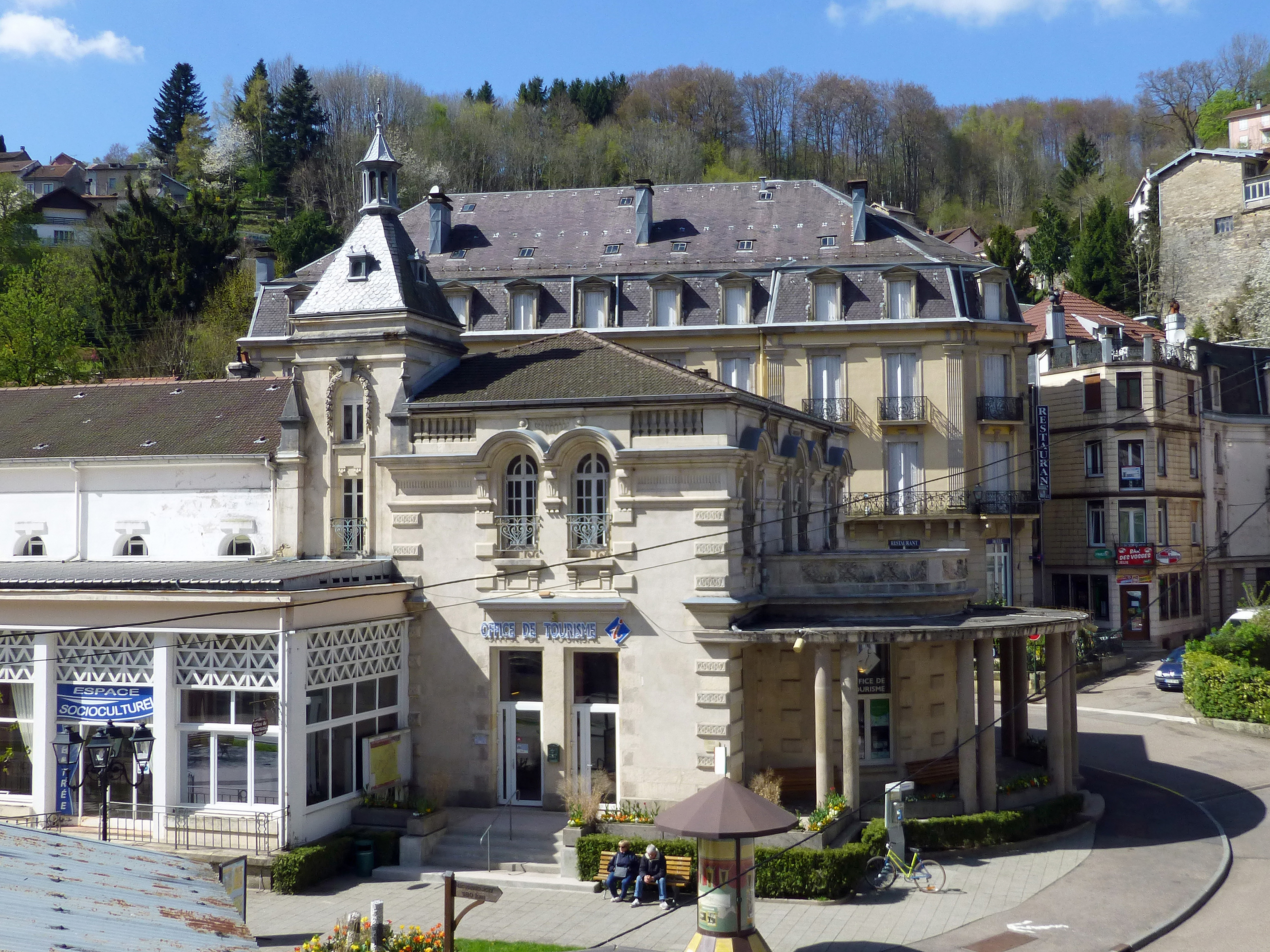
Premier casino de Plombières-les-bains (1878).
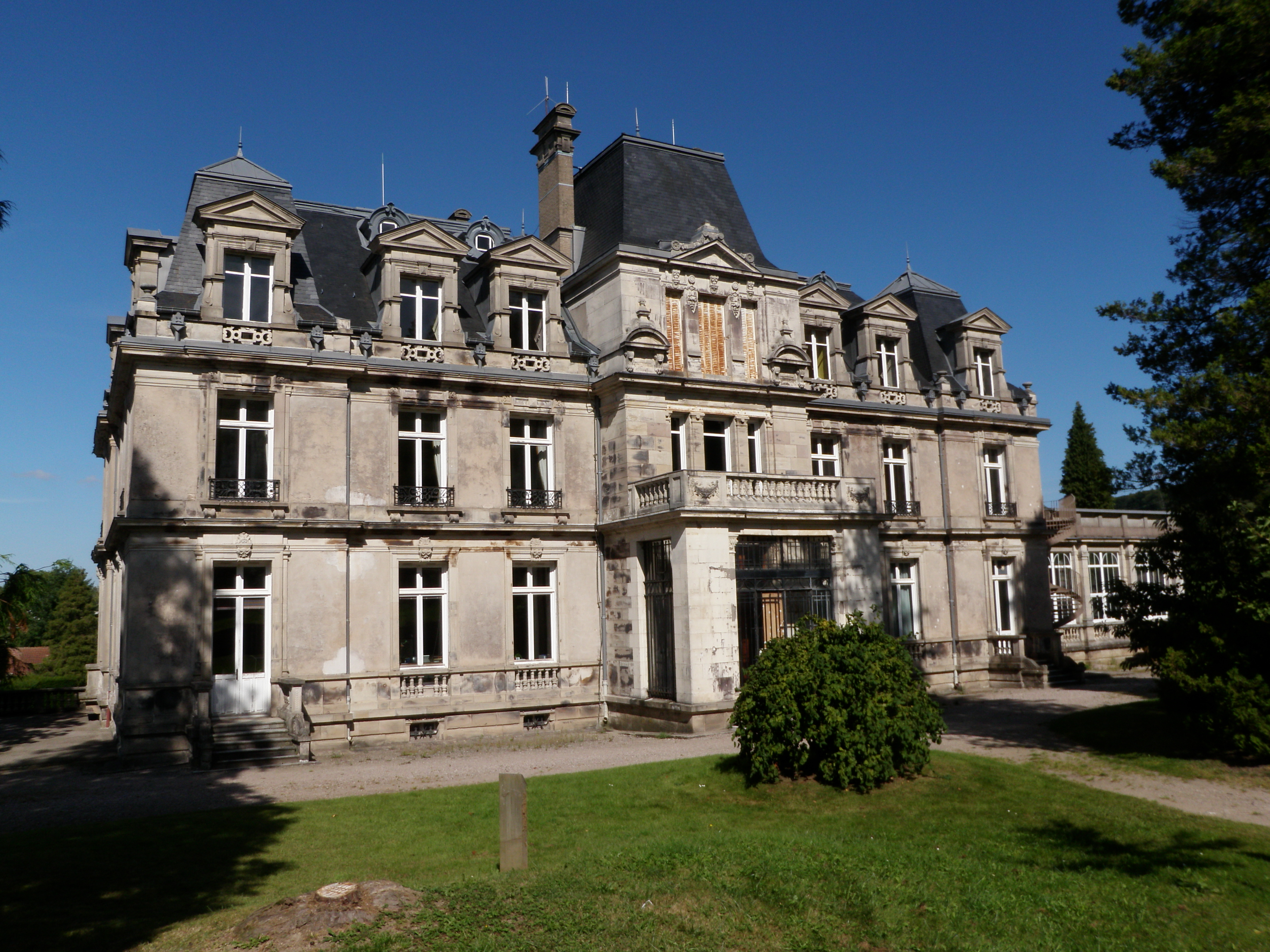
Château des Brasseurs à Xertigny (1885).
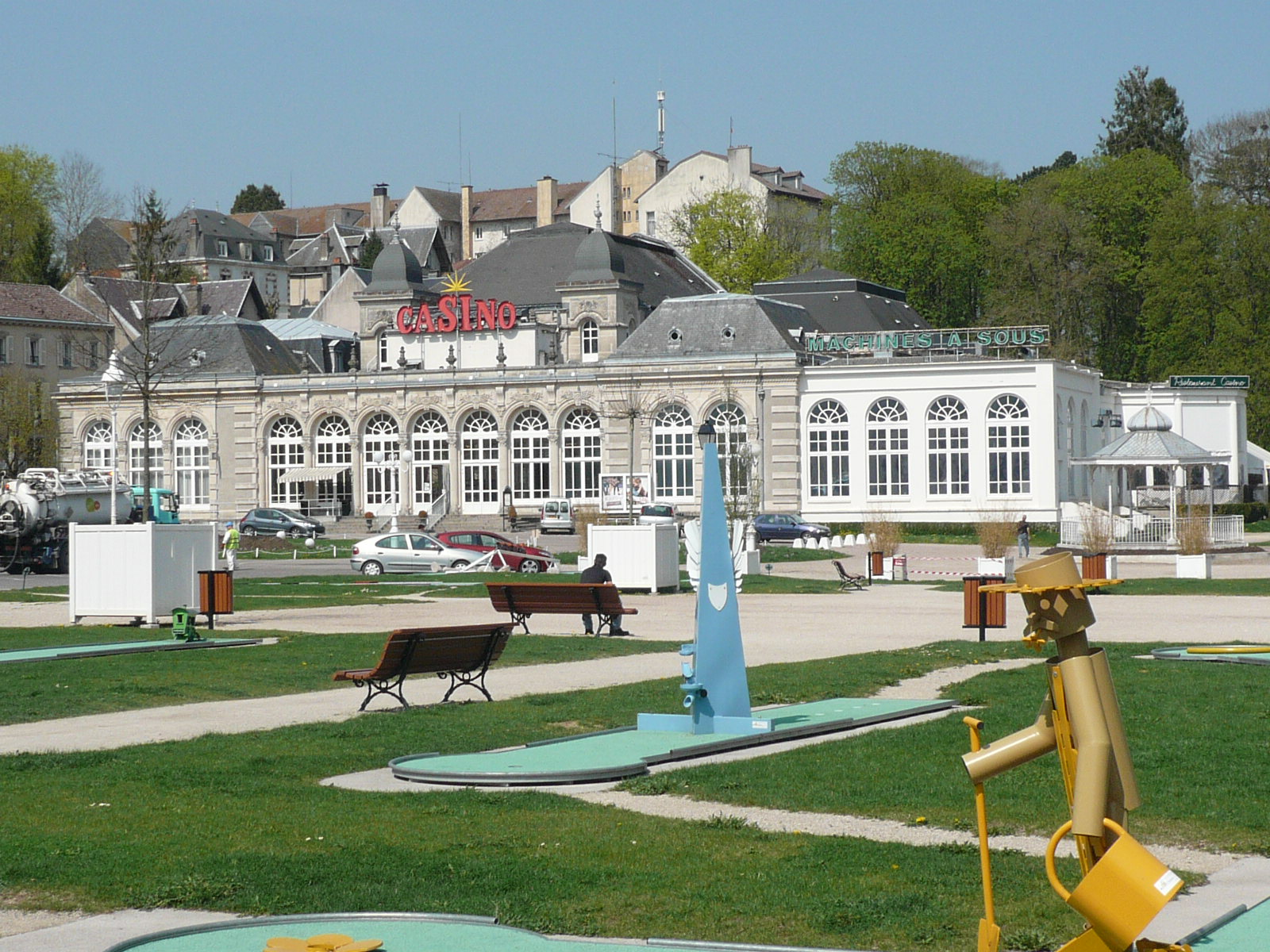
Casino de Contrexéville (1900).
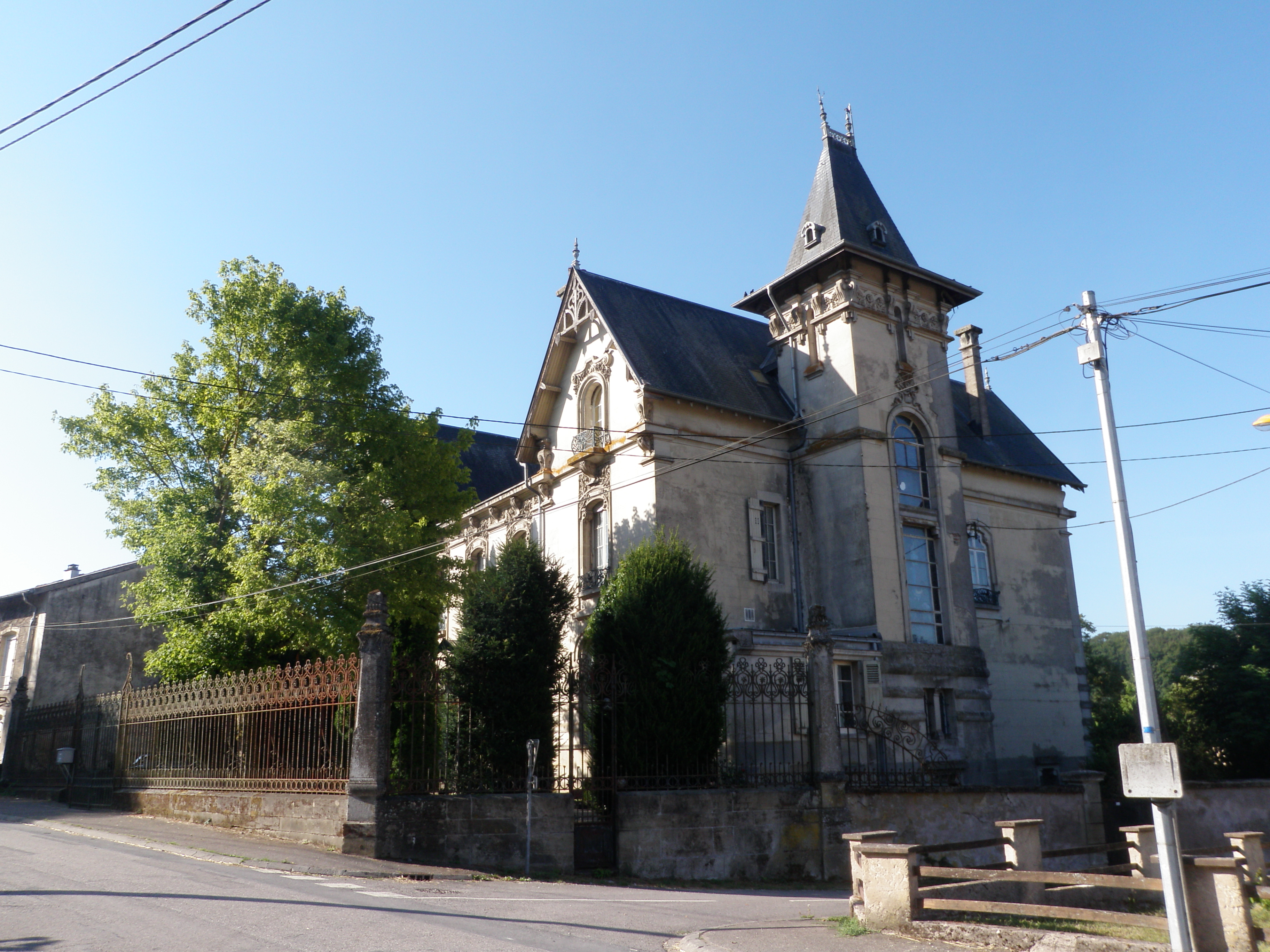
Château Lobstein à Ville-sur Illon (1904).
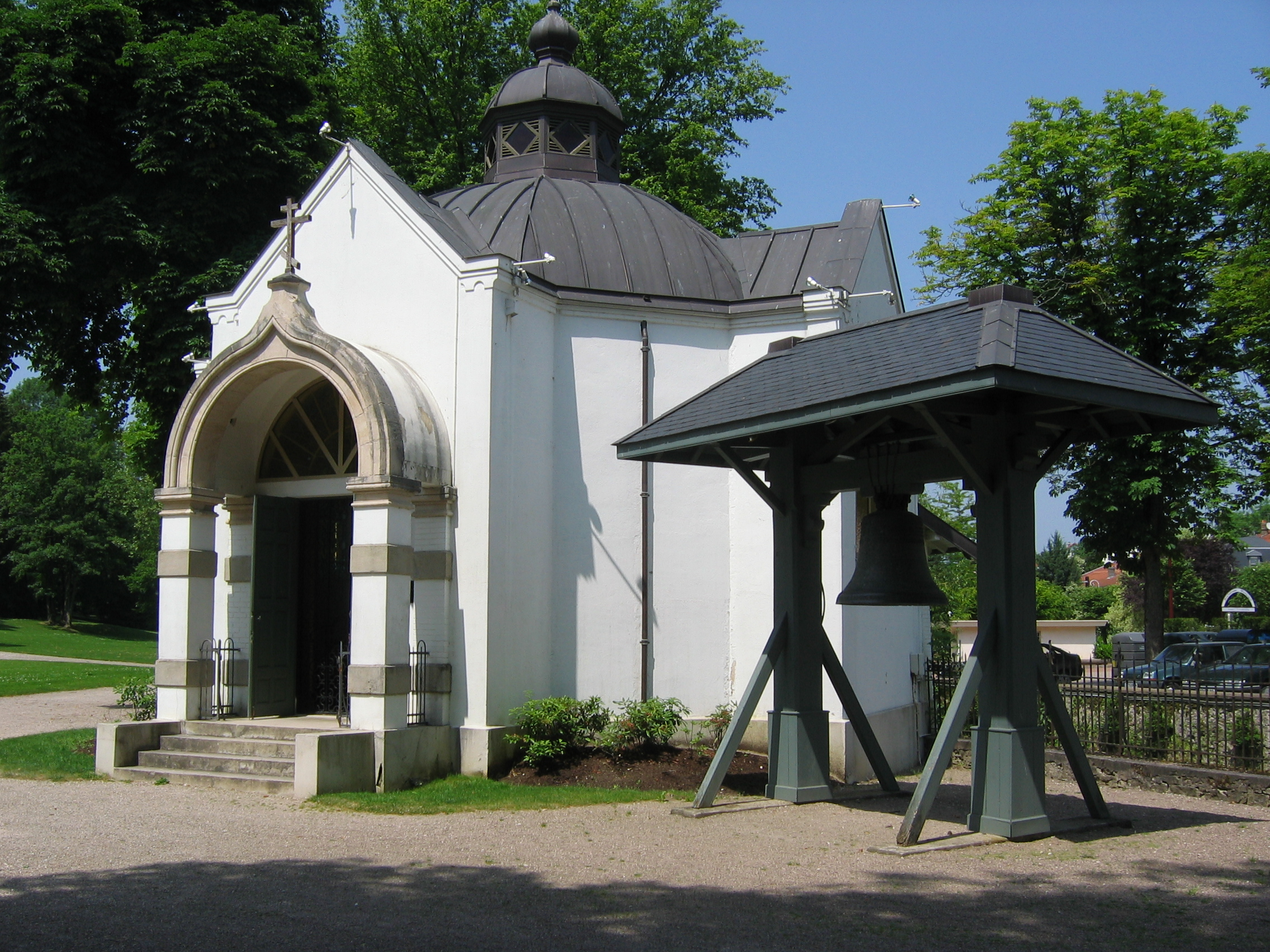
Chapelle orthodoxe de Contrexéville (1909).
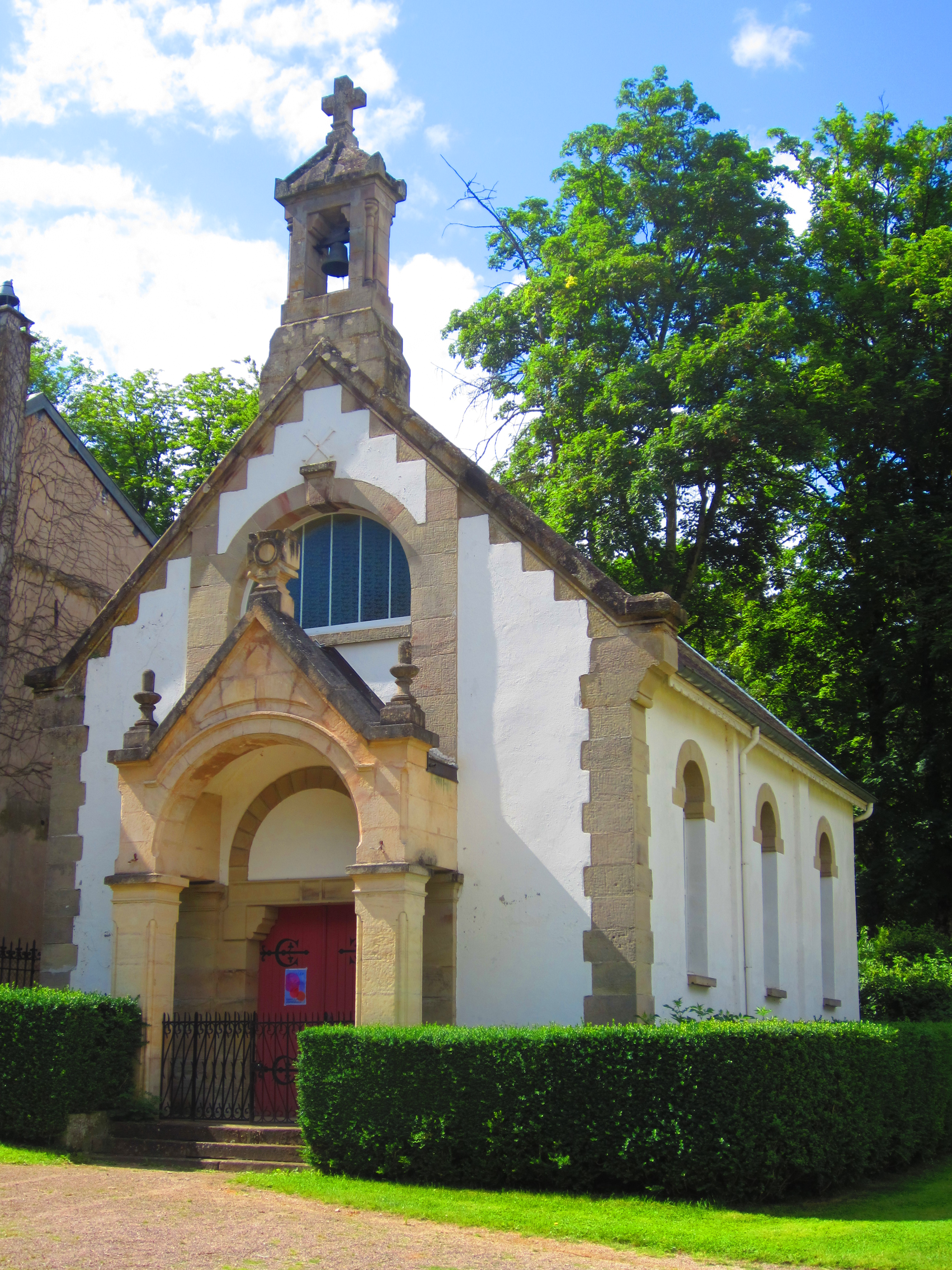
Chapelle anglicane de Contrexéville (1893).

## Publications
- Essai de reconstitution de l'abbaye de Bonfays et de ses dépendances[16], Annales de la société d'émulation du département des Vosges, 1908, p. 1-27.
- Mirecourt : temps passés, temps présents, Nancy, Berger-Levrault, 1911, 293 p. (lire en ligne)[17] Les aquarelles qui illustrent le livre sont également de l'auteur. Le livre a été réédité plusieurs fois :
  - Histoire de Mirecourt, Paris, Res universis, 1990,  (ISBN 2-87760-312-1)
  - Histoire de Mirecourt, Nîmes, C. Lacour, 2002,  (ISBN 2-84149-134-X)
- Guerre de 1870-1871 : souvenirs et récits, Mirecourt, Imprimerie A. Chassel, 1912, 192 p. (lire en ligne).

## Postérité
Il existe un quai François Clasquin à Mirecourt le long du Madon.

## Distinctions
- Médaille de 1870-1871 ,
- Officier d'Académie[18],
- Officier de l'Instruction Publique,
- Officier de l'Ordre du Lion et du Soleil[19].